# Baby V.O.X.
Baby V.O.X (em coreano:  베이비복스; sigla para "Baby Voices of Xpression") é um grupo feminino sul-coreano formado em 1997, cuja formação final e mais conhecida consiste em Kim E-Z, Lee Hee-jin, Shim Eun-jin, Kan Mi-youn e Yoon Eun-hye. É considerado um dos mais proeminentes grupos femininos da "primeira geração" do K-pop do final dos anos 1990 e início dos anos 2000, ao lado de S.E.S. e Fin.K.L, e é reconhecido como um dos grupos da vanguarda da onda coreana, tendo ingressado no mercado chinês. O grupo lançou sete álbuns de estúdio e finalizou suas atividades em 2006.
Em 20 de dezembro de 2024, Baby V.O.X se reuniu pela primeira vez em 14 anos para uma apresentação no KBS Song Festival de 2024. Em fevereiro de 2025, o grupo lançou regravações das canções "Coincidence" e "Killer".

## História

### 1997–1999: Estreia e primeiros anos
Baby V.O.X iniciou em 1997 como um grupo de cinco integrantes formado por Kim E-Z, Lee Hee-jin, Jung Hyun-jeon, Cha Yu-mi e Jung Shi-woon. O primeiro single do grupo, "Hair Cut" foi extraído do álbum Equalizeher, lançado em 10 de julho de 1997. O grupo exibiu um estilo inspirado nas Spice Girls, mas o primeiro álbum não fez sucesso por causa do conceito ousado. Cha Yumi se machucou durante uma apresentação, ocasiando sua substituição por Kan Miyoun. Hyun-jeon e Shi-woon deixaram o grupo por causa de um conflito interno e foram substituídas por Shim Eun Jin e Lee Gai. O grupo adotou um estilo mais modesto e "fofo", usado por grupos populares como S.E.S. e Fin.K.L. Presente no álbum Baby V.O.X II, o single "Ya Ya Ya" se tornou um sucesso, alcançando a sétima posição nas paradas pop sul-coreanas. Foi seguido por um segundo single, "Change". Após o lançamento, Lee Gai foi forçada a sair pela DR Music, pois a agência havia falsificado sua idade em quase 10 anos, levando à controvérsia quando seu verdadeiro ano de nascimento foi divulgado. Ela apareceu pela primeira vez com o trio Setorae mais de dez anos antes sob seu nome de nascimento de Lee Hee-jung.

### 1999–2003:Anos de sucessomainstream
Em junho de 1999, Yoon Eunhye substituiu Lee Gai e essa formação se tornou permanente. O single "Get Up" foi lançado e, pela primeira vez, o grupo alcançou o topo das paradas de música pop sul-coreanas. Outro single, "Killer", também liderou as paradas e recebeu o prêmio Top Excellency no Seoul Music Awards de 1999. Um terceiro single, "Missing You", também foi extraído do álbum Come Come Come Baby (1999).
Nos anos que se seguiram, Baby V.O.X fez uma série de aparições em programas de variedades. Após o sucesso do terceiro álbum, o grupo se promoveu internacionalmente, incluindo na China, Japão e outros países do Sudeste Asiático. O quarto álbum, Why (2000), incluiu os singles "Why" e "배신 (Betrayal)", e o grupo apresentou o programa de televisão Beautiful Sunday-Cruise to the Korea Strait. O quinto álbum do grupo, Boyish Story, foi lançado em 2001 e incluiu os singles "Game Over", "인형 (Doll)" e "I Wish You are My Love".
Em março de 2002, o grupo lançou um álbum de compilação, intitulado Special Album, que produziu os singles "우연 (Coincidence)" e "Go"; "Coincidence" foi a primeira canção do grupo em três anos a alcançar o topo das paradas. Alguns meses depois, "Coincidence" foi relançada para a Copa do Mundo da FIFA de 2002 e adquiriu popularidade adicional. O grupo realizou um concerto na Mongólia em 2004, configurando o grupo como o primeiro grupo sul-coreano a se apresentar no país. O grupo também se apresentou em Pyongyang em 2003, sendo o segundo grupo feminino sul-coreano na história a se apresentar na Coreia do Norte.

### 1999–2003:Últimos álbuns e separação
Na primavera de 2003, Baby V.O.X lançou seu sexto álbum de estúdio, Devotion. As canções "I'm Still Loving You" e "What Should I Do" alcançaram o topo das paradas chinesas e sul-coreanas, respectivamente.
O sétimo e último álbum do grupo, Ride West, lançado em abril de 2004, teve canções em inglês, chinês, japonês e coreano, além de participações de artistas norte-americanos como Tupac Shakur e Jennifer Lopez, e do rapper independente Floss P, embora a "aparição" de Tupac tenha sido um rap freestyle que ele gravou enquanto estava na prisão. Os direitos de sample do verso de Tupac não foram liberados, e isso resultou em um processo judicial movido pela mãe do rapper, Afeni Shakur. Um videoclipe para a música principal do álbum, "Xcstasy", foi feito em inglês e emulou os vídeos de hip-hop populares nos Estados Unidos na época. Um membro do grupo de hip-hop sul-coreano DJ DOC, ofendido pelo suposto uso indevido das letras de Tupac Shakur, denunciou-as na mídia, mas depois se desculpou. O grupo foi forçado a abandonar o lançamento do single. Um segundo single, "Play Remix" com Jennifer Lopez, foi promovido por um curto período, mas as vendas foram menores do que as de seus trabalhos anteriores.
Shim Eun-jin deixou o grupo oficialmente em outubro de 2004 e Yoon Eun-hye em abril de 2005. Em maio de 2005, o grupo não estava mais promovendo e se separou oficialmente em fevereiro de 2006.

### 2010: Reunião
Em agosto de 2010, Baby V.O.X se reuniu para uma aparição no talk show musical Kim Jung-eun's Chocolate, marcando sua primeira atividade em grupo seis anos após o término do grupo em 2004.

### 2024–presente: Apresentação de reunião eNew Baby V.O.X 2025
Baby V.O.X se reuniu novamente após 14 anos em dezembro de 2024 com uma apresentação no show musical anual KBS Song Festival.
Em 17 de janeiro de 2025, de acordo com divulgações da Osen, Baby V.O.X aparecerá em vários programas de variedade pela primeira vez em 14 anos. Em 23 de janeiro, o grupo participou do programa Omniscient Interfere da MBC. Em 1º de fevereiro durante um episódio de Mr. House Husband 2, Eunhye revelou que o grupo em breve lançaria regravações de alguns de seus sucessos. Em 13 de fevereiro, o grupo lançou o single-álbum New Baby V.O.X 2025, que contém regravações de "Killer" e "Coincidence".

## Estilo e influência
Baby V.O.X consistentemente afirmou que elas foram inspiradas pelas Spice Girls, que lideraram o movimento girl power no Reino Unido durante seus primeiros anos, e desde o final da década de 1990, elas foram o primeiro grupo feminino sul-coreano a adotar o apelo sexual inspirado pelos estilos R&B e pop popularizados por grupos como TLC. O The Wall Street Journal as descreveu como "a versão asiática das Spice Girls", e o Mainichi Shimbun do Japão as apresentou como "esperadas para causar uma mudança tectônica na indústria musical japonesa". Os críticos da indústria musical nacional declararam que "Baby V.O.X é considerado como tendo estabelecido as bases para os grupos femininos da atualidade. Elas foram um grupo feminino à frente de seu tempo, sendo o primeiro ato estrangeiro a fazer um concerto solo na China", solidificando sua influência. Em 2014, a Billboard selecionou Baby V.O.X como um grupo feminino de K-pop que todos deveriam conhecer.

### Importância e impacto noK-pop
Seu primeiro álbum, lançado em 3 de julho de 1997, continha múltiplas mensagens feministas. Este era um tópico inimaginável na época e seus conteúdos líricos e visuais as diferenciaram dos demais grupos femininos sul-coreanos que se moldavam em grupos femininos japoneses como Speed.

## Endossos
Como um dos grupos mais populares de seu tempo, Baby V.O.X endossou muitas marcas. Por volta de setembro de 1999, o grupo participou de um comercial para a Hardee's. No ano seguinte,, o grupo também foi destaque no comercial da Lotte Ice Cream. Em 2004, o grupo foi embaixador promocional da Korean Air.

## Integrantes

### Última e atual formação
- Kim E-Z – líder, rapper (1997–2006)
- Lee Hee-jin – vocalista (1997–2006)
- Shim Eun-jin – vocalista (1998–2004)
- Kan Mi-youn – vocalista (1997–2006)
- Yoon Eun-hye – vocalista (1999–2005)

### Integrantes anteriores
- Cha Yumi, vocalista (1997)
- Jung Hyun-jeon, vocalista (1997–1998)
- Jung Shi-woon, rapper, líder (1997–1998)
- Lee Gai, vocalista (1998–1999)

## Discografia

### Álbuns
- Equalizeher (em chinês: 做头发的那天)
- Ya Ya Ya (em coreano: 야야야)
- Come Come Come Baby
- Why
- Boyish Story
- Devotion
- Ride West
- Catch Me
- Stop

### Compilações
- Special Album (quatro discos com 48 canções no total)

### DVDs
- Baby V.O.X. 2000